# Vinelz–Strandboden
Vinelz-Strandboden est un site palafittique préhistorique des Alpes, situé sur les rives du lac de Bienne sur la commune de Vinelz dans le canton de Berne, en Suisse.